# 韦福嗣
韦福嗣（？—614年1月30日），京兆郡杜陵县（今陕西省西安市长安区）人，出自京兆韦氏逍遥公房，隋朝上开府、荆州总管、上庸文公韦世康第二子，隋朝官员。

## 生平
韦福嗣与同乡杜淹是情投意合的朋友，开皇年间，他们互相谋划说：“皇上喜欢任用合乎正道的退隐人士，苏威以隐士被征召，被提拔到位高权重的职务，何不各自效仿他。”于是韦福嗣与杜淹一起进入太白山，对外宣扬要隐遁，实际想要企求时人的称誉。隋文帝杨坚听说后讨厌他们，将两人流放到江南担任守卫。
韦福嗣后官至内史舍人，因为犯罪被罢黜。大业九年（613年），杨玄感起兵作乱，逼迫东都洛阳，韦福嗣跟随卫玄在洛阳城北与杨玄感交战，军队战败，被杨玄感俘虏。杨玄感优厚对待韦福嗣，以心腹之用对待，让韦福嗣与自己的党羽胡师耽共同掌管公文书信。杨玄感命令韦福嗣写信给樊子盖，信中数落隋炀帝杨广的罪恶，说：“如今想要废掉昏君立明君，希望不要被小小的礼数拘束，自寻烦恼。”韦福嗣不是杨玄感的同谋，因为交战被活捉，每次筹划计谋，总是怀有二心。后来杨玄感命令韦福嗣写檄文，韦福嗣坚决推辞。李密揣测知道韦福嗣的心情，于是对杨玄感说：“韦福嗣原本不是同盟，实际怀有观望之心。您刚刚发起大事，奸邪的人在身边，听从他的是非，一定被他误事。请斩杀韦福嗣向众人谢罪，人心才可以安定。”杨玄感说：“何至于此？”李密知道自己的话不被采纳，退下对亲近的人说：“楚公喜欢造反却不想着取胜，怎么办？我们这些人都要做俘虏了！”后来杨玄感将要向西进军，韦福嗣竟然背叛逃回到东都。
韦福嗣逃到东都自首，当时像他这样自首的都不问罪。樊子盖收拾杨玄感的文件档案，得到韦福嗣的书信草稿，密封后送给隋炀帝，隋炀帝命令将韦福嗣送到行在。樊子盖将韦福嗣、李密以及杨积善、王仲伯等十余人锁住送到高阳，李密与王仲伯等人暗中谋划逃走，把看守的人都灌醉，凿穿墙壁逃跑，李密叫韦福嗣一起逃走，韦福嗣说：“我无罪，天子不过是当面责骂我罢了。”到了高阳，隋炀帝将韦福嗣起草的书信给韦福嗣看，并将他交付大理寺。宇文述上奏说：“凶恶叛逆的人，作臣子的都应该痛恨，如果不对这种人动用重刑，就不能警示后人。”隋炀帝说：“听您处置。”十二月甲申（614年1月30日），宇文述在野外把韦福嗣等人绑在木格上，用车轮括住受刑人的脖子，让九品以上的文武官员都手持兵器砍杀射击，射在受刑人身上的箭如同刺猬毛一样，受刑人肢体破碎，仍然括在车轮里。杨积善和韦福嗣死后仍要处以车裂，再将尸体焚化扬灰。

## 家庭

### 父母
- 韦世康，隋朝上开府、荆州总管、上庸文公
- 襄乐公主，西魏文帝元宝炬之女

### 兄弟姐妹
- 韦福子，隋朝司隶别驾
- 韦福奖，隋朝通事舍人
- 韦士彦
- 韦氏，嫁隋朝上开府仪同三司、使持节、总管荆复硖鄀鄂岳沣朗辰九州诸军事、荆州刺史、上明恭公杨纪

### 子女
- 韦悰，唐朝御史中丞[13]
- 韦憬，唐朝吏部郎中[13]